# Rhauculus
Genre
Rhauculus est un genre d'opilions laniatores de la famille des Cosmetidae.

## Répartition
Les espèces de ce genre se rencontrent en Amérique du Sud,.

## Liste des espèces
Selon World Catalogue of Opiliones (4 mars 2025) :
- Rhauculus conspicuus (Roewer, 1928)
- Rhauculus insignitus Roewer, 1928
- Rhaucus lojanus (Roewer, 1912)
- Rhaucus ohausi (Roewer, 1912)
- Rhauculus serrifemur (Roewer, 1928)
- Rhauculus unicolor (Roewer, 1957)

## Publication originale
- (de) Roewer, « Weitere Weberknechte II. (2. Ergänzung der Weberknechte der Erde, 1923) », Abhandlungen der Naturwissenschaftlichen Verein zu Bremen, 1928, vol. 26, p. 527–632.